# Fabulosus kurilensis
Fabulosus kurilensis är en nässeldjursart som beskrevs av Stepanjants 1990. Fabulosus kurilensis ingår i släktet Fabulosus och familjen Candelabridae. Inga underarter finns listade i Catalogue of Life.